# مجموعة المطار الدولي (الأردن)

شعار مجموعة المطار الدولي.

مجموعة المطار الدولي (بالإنجليزية: Airport International Group) شركة أردنية تم تأسيسها من أجل إعادة تأهيل مبنى المسافرين في مطار الملكة علياء الدولي ضمن الجهود المبذولة لجعل الأردن نقطة محورية في النقل والسياحة في منطقة الشرق الأوسط.

## الهيكل
تتكون الشركة من مجموعة من الشركات المحلية والإقليمية والعالمية، جُمعت ضمن ائتلاف نظرًا لما تتمتع به من خبرات في مجال التمويل وعمليات المطار والإنشاء، هي:
- شركة أبو ظبي للاستثمار (الإمارات العربية المتحدة)
- شركة نور للاستثمار المالي (الكويت)
- مجموعة إدجو (الأردن)
- J&P overseas (قبرص)
- J&P AVAX (اليونان)
- شركة مطارات باريس (فرنسا)

## تطوير المطار
قامت المجموعة بعقد اتفاقية مع الحكومة الأردنية عام 2007، تقوم بموجبها على إنهاء تصميم وهندسة وتأسيس مبنى المسافرين الجديد في مطار الملكة علياء الدولي على مرحلتين (المرحلة الأولى والحالية تم إكمالها). لقد قامت المجموعة بهدم مباني المطار القديم بعد إطلاق مبنى المسافرين الجديد وتشغيله. وتعمل مجموعة المطار الدولي باستمرار على الاستثمار في تطوير وتحديث ممارسات العمل والتقنيات المتبعة داخل مطار الملكة علياء الدولي، وذلك بهدف تحسين مستوى الخدمات المقدمة للمسافرين عبر المطار ومستوى أدائه التشغيلي.
وقد بلغت قيمة الاتقافية 700 مليون دولار أمريكي (ارتفعت إلى 800 دولارًا أمريكيًا). كما تم الحصول على التمويل من خلال مؤسسة التمويل الدولية، التي تعد الذراع التجاري للبنك الدولي، والبنك الإسلامي للتنمية، إلى جانب قرض مشترك ما بين عدد من المقرضين التجاريين، وحصص المساهمين.